# Lỗ Trang công
Lỗ Trang công (chữ Hán: 鲁莊公, trị vì: 693 TCN-662 TCN), tên thật là Cơ Đồng (姬同), là vị vua thứ 16 của nước Lỗ - chư hầu nhà Chu trong lịch sử Trung Quốc.

## Thân thế
Lỗ Trang công là con trai của Lỗ Hoàn công với bà Văn Khương.
Năm 709 TCN, Lỗ Hoàn công cưới con gái Tề Hy công là Văn Khương làm vợ. Năm 706 TCN, Văn Khương sinh ra ông. Vì có cùng ngày sinh với vua cha nên ông được đặt tên là Đồng. Hoàn công lập Cơ Đồng làm thế tử.

## Lên ngôi
Tháng 4 năm 694 TCN, cha mẹ Cơ Đồng sang thăm nước Tề. Mẹ ông Văn Khương trước khi lấy cha ông đã thông dâm với Tề Tương công, dù hai người là anh em ruột. Hai vua gặp nhau ở đất Lạc. Tề Tương công gặp lại em gái, hai người lại lén tư thông. Lỗ Hoàn công biết chuyện rất giận, trách mắng Văn Khương và nói rằng thế tử Đồng không phải con mình mà là con vua Tề.
Văn Khương nói lại với Tề Tương công. Vua Tề xấu hổ, bèn giết Lỗ Hoàn công. Người nước Lỗ rất tức giận nên trách nước Tề. Tề Tương công bèn quy tội cho công tử Bành Sinh, ra lệnh giết Bành Sinh để xin lỗi nước Lỗ.
Người nước Lỗ lập thế tử Đồng năm đó 13 tuổi lên nối ngôi, tức là Lỗ Trang công.

## Quan hệ với chư hầu
Sau khi Lỗ Hoàn công bị giết, Văn Khương vẫn ở lại nước Tề. Lỗ Trang công sai Quan Đại phu Cơ Thuyên Tôn rước mẹ về Lỗ. Nhưng giữa đường thì dừng lại ở đất Chương không về Lỗ. Lỗ Trang công bèn cất một nhà quán để Văn Khương ở. Văn Khương lại tư thông với Tề Tương công. Lỗ Trang công không ngăn cản được.
Để hai nhà thêm thân, Văn Khương bắt Lỗ Trang công lấy con gái Tề Tương công, đó là Ai Khương. Vì Ai Khương còn nhỏ, Lỗ Trang công bị muộn con, nên ông lại lấy em Ai Khương là Thúc Khương.
Năm 693 TCN và 691 TCN, Tề Tương công đánh nước Kỉ (紀), vì phu nhân của Kỉ hầu là con gái nước Lỗ nên Lỗ Trang công hội với vua Trịnh là Trịnh Tử Anh bàn đem quân cứu Kỉ, nhưng Tử Anh từ chối, cuối cùng Tề Tương công tiêu diệt nước Kỉ.
Vua nước Vệ là Vệ Huệ công bị Vệ Kiềm Mâu đoạt ngôi, xin nước Tề cứu giúp. Tề Tương công bèn gọi Lỗ Trang công hội binh. Lỗ Trang công theo lời vua bác, mang quân đánh Vệ mấy lần. Đến năm 688 TCN, Tề Tương công thắng Vệ, đuổi Vệ Kiềm Mâu, lập lại Vệ Huệ công.
Năm 687 TCN, Liên Xưng và Quản Chí Phủ nước Tề giết Tề Tương công, lập Công Tôn Vô Tri lên ngôi. Hai người em Tương công là công tử Củ chạy sang nước Lỗ, công tử Tiểu Bạch chạy sang nước Cử. Ít lâu sau người nước Tề giết chết Vô Tri. Tiểu Bạch nhanh chân chạy về nước Tề trước và lên ngôi, tức là Tề Hoàn công.
Công tử Củ ở nước Lỗ muốn tranh ngôi với Tiểu Bạch nhưng không thành. Năm 686 TCN, Tề Hoàn công lên ngôi bèn dàn quân đánh Lỗ vì Lỗ Trang công giúp Khương Củ. Hai bên giao chiến ở Kiền Thời. Quân Tề đánh bại quân Lỗ. Quân Lỗ thua chạy, bị quân Tề chặn đường về. Tề Hoàn công điều kiện nước Lỗ tự giết công tử Củ và giao nộp Thiệu Hốt cùng Quản Trọng (hai người giúp công tử Củ) để cho nước Tề xử tội. Nước Lỗ làm theo, bèn giết Khương Củ. Thiệu Hốt nghe lệnh bèn tự sát. Nước Lỗ giải Quản Trọng về nước Tề.
Sang năm 684 TCN, Tề Hoàn công lại mang quân đánh Lỗ. Lỗ Trang công dùng Tào Quế làm tướng, ra đối trận quân Tề ở Trường Thược. Tào Quế tránh nhuệ khí của quân Tề, chờ phía địch phát tới hồi trống thứ 3, Tào Quế mới phát hiệu trống đầu thúc quân tiến lên. Quân Lỗ nghe hiệu lệnh lần đầu, sĩ khí đang hăng hái, tiến lên đánh bại quân Tề. Khi Lỗ Trang công định đuổi theo quân Tề, Tào Quế tự mình lên quan sát, thấy rõ ràng là hàng ngũ lộn xộn, không phải là mưu kế lừa dối đặt phục binh mới quyết định thúc quân truy kích, đại phá quân Tề.
Sau khi thắng Tề, Lỗ Trang công mang quân đi đánh phá nước Tống. Tháng 6 năm đó, Tống Mẫn công cùng Tề Hoàn công đều có thù với nước Lỗ, bèn hội binh đánh Lỗ. Hai nước hội ở đất Lang. Lỗ Trang công nghe theo công tử Yển, chia một cánh quân bất ngờ từ Vũ Môn đi ra, ngựa trùm da hổ tiến lên đánh vào đạo quân Tống ở Thặng Khưu trước. Quân Tống tan vỡ, quân Tề bèn rút lui. Tướng Lỗ là Cơ Thuyên Tôn bắt được tướng Tống là Nam Cung Trường Vạn, sau hai nước Lỗ và Tống lại hòa thì Lỗ Trang công thả Nam Cung Trường Vạn về.
Năm 681 TCN, Tề Hoàn công lại đánh Lỗ, đánh bại quân Lỗ. Lỗ Trang công xin dâng đất Toại Ấp để giảng hòa. Tề Hoàn công ưng thuận, cùng Lỗ Trang công họp ở đất Kha ăn thề. Trong hội thề, tướng Lỗ là Tào Mạt dùng chủy thủ uy hiếp bắt vua Tề trả lại đất cho nước Lỗ. Tề Hoàn công thề xong vẫn không muốn làm, nhưng theo lời khuyên của Quản Trọng bèn chấp thuận thực hiện. Sau sự việc này, chư hầu tin vua Tề giữ tín nghĩa nên chịu quy phục nước Tề.
Năm 673 TCN, mẹ Lỗ Trang công là Văn Khương qua đời. Khi còn sống, Văn Khương nhiều lần về nước, cả khi Tề Tương công đã mất.
Nước Lỗ đương thời giáp với bộ tộc Nhung, thường phải đề phòng sự xâm lấn của tộc Nhung và có một số cuộc xung đột. Một số nước nhỏ xung quanh như Kỷ, Châu, Tiết thường phải thần phục.

## Qua đời
Lỗ Trang công có ba người em: Khánh Phủ, Thúc Nha và Quý Hữu. Lúc trẻ, ông lấy con gái họ Đảng, sinh được con lớn là Cơ Ban, bèn hứa lập Đảng thị làm phu nhân.
Sau đó mẹ ông là Văn Khương ép lấy con gái Tề Tương công là Ai Khương lập làm phu nhân, nhưng Ai Khương không có con. Em gái Ai Khương là Thúc Khương sinh được một con trai là Cơ Khai.
Khi Lỗ Trang công ốm nặng, em ông là công tử Khánh Phủ muốn được truyền ngôi, bèn nói với người em thứ 3 là Thúc Nha tới gặp Trang công. Trang công hỏi nên lập ai làm vua thì Thúc Nha đề nghị cho Khánh Phủ vì Khánh Phủ đã trưởng thành.
Lỗ Trang công bèn triệu người em thứ 4 là Quý Hữu vào hỏi ý. Quý Hữu khuyên ông cứ lập công tử Ban. Trang công bằng lòng.
Tháng 8 năm 662 TCN, Lỗ Trang công mất. Ông làm vua được 32 năm, thọ 45 tuổi. Quý Hữu lập Cơ Ban lên nối ngôi.